# Dyspteris lobophoraria
Dyspteris lobophoraria là một loài bướm đêm trong họ Geometridae.